# Яммербугт (коммуна)
Яммербугт (дат. Jammerbugt Kommune) — датская коммуна в составе области Северная Ютландия. Площадь — 872,92 км², что составляет 2,03 % от площади Дании без Гренландии и Фарерских островов. Численность населения на 1 января 2008 года — 38957 чел. (мужчины — 19718, женщины — 19239; иностранные граждане — 934).

## История
Коммуна была образована в 2007 году из следующих коммун:
- Бровст (Brovst)
- Фьерритслев (Fjerritslev)
- Пандруп (Pandrup)
- Обюбро (Aabybro)